# Vesta-szüzek háza
A Vesta-szüzek háza (Atrium Vestæ) a Forum Romanum épülete Rómában, mely a fórum délkeleti részén, a Vesta temploma mögött, a Palatinus, a Via Nova és a Via Sacra közti területen helyezkedett el. Az épületet másképpen Vesta-szüzek palotájának is hívják, utalva méreteire. Az öröktüzet benne fenntartó Vesta-szüzeknek a háza egyetlen bejáratánál egy Vesta tiszteletére rendelt kis sacellum állt.
Maga a lakóház nagy udvart körülvevő szobákból állott. A központi udvar 63 m × 63 m volt, innen, a jellegzetes udvar után nyerte az egész épület is a nevét: Atrium Vestae. Az udvar közepén állt egy nyolcszögű épület, melynek falai teljesen elpusztultak. Falán a penetralia volt, melyben a Palladiumot őrizték. Szintén az udvar közepén tárták fel a ciszternák nyomait – hiszen a szüzek vezetékből származó vizet nem használhattak.
Ezt a területet oszlopcsarnok övezte, melyből a papnők, a hat szűz lakóhelye nyílott. Az udvar keleti oldalának felismerhető a Vesta-szüzek közös szalonja, a Tablinum. Az alsó oszlopcsarnokba, a márványból faragott oszlopok közé kerültek a papnők szobrai. Ma már fej nélkül vagy romokban magasodnak az i. sz. 3-4. századból származó emlékek. Épebb darabjai a Museo Nacional Romano épületében kerültek elhelyezésre. Egy szobor Diocletianus termáiban áll.

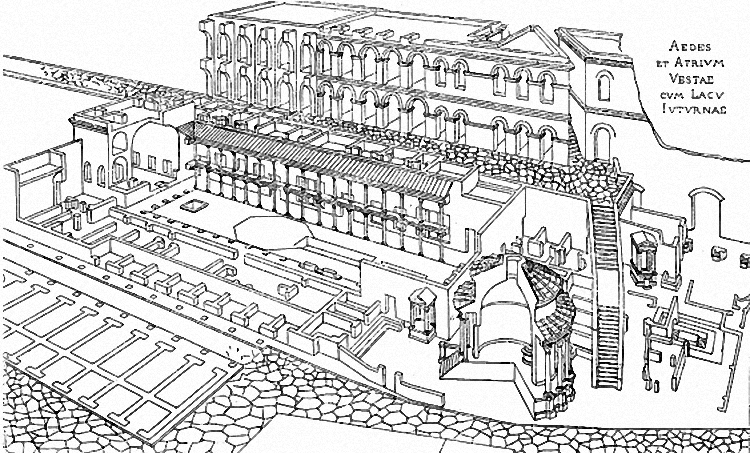
Az Atrium Vestae rekonstrukciós rajza

Korábban 50 szoba volt az épületben, ma mintegy 6 szobának a nyomai fedezhetők fel. A ház délkeleti sarkában volt a mola salsa készítéséhez való kézimalom. Itt őrölték a szüzek az áldozati lepény sütéséhez felhasználandó gabonát. A többi helyiség rendeltetése sokáig nagyrészt ismeretlen volt, fürdőszobák, konyhák maradványai felfedezhetők még a területen.